# 辛薩納
13°15′10″N 5°57′55″W / 13.25278°N 5.96528°W

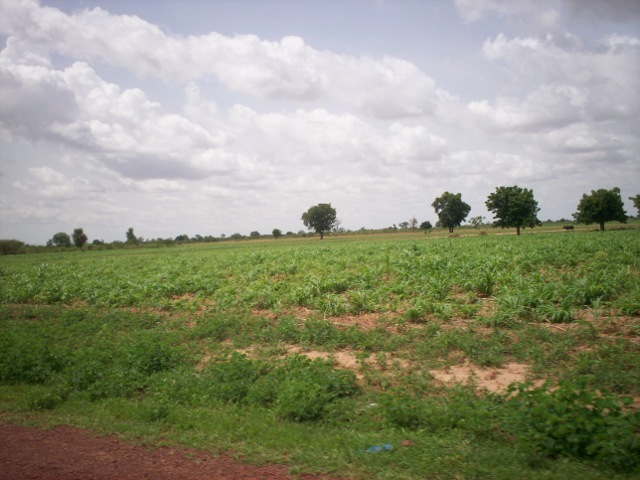
辛薩納一帶的景觀

辛薩納（法語：Cinzana），是馬里的城鎮，位於該國西南部，由塞古區的塞古省負責管轄，處於塞古東南面41公里的巴尼河北岸，面積1,050平方公里，2009年人口36,440，人口密度每平方公里35人。